# Res communis

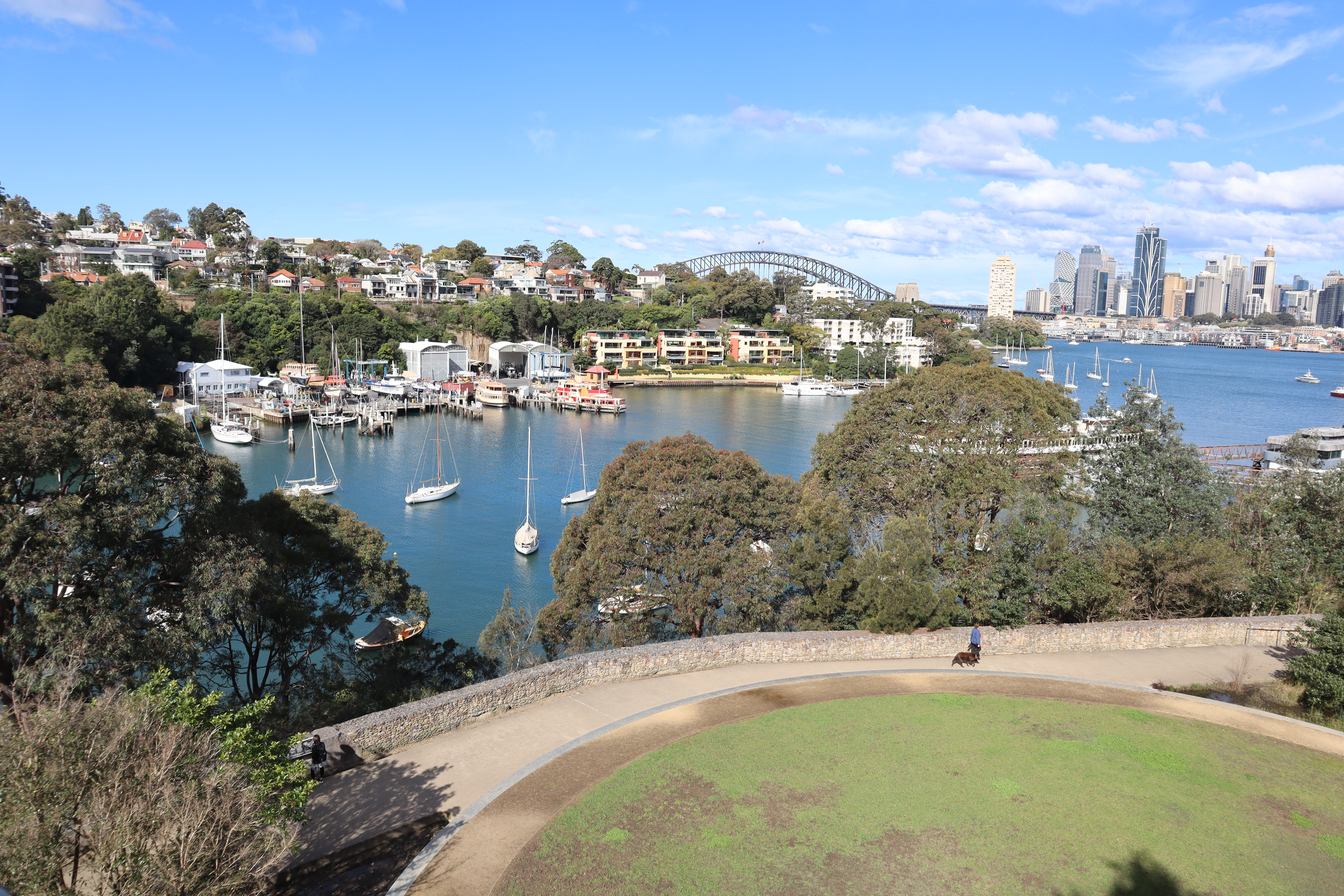

La res communis es un concepto o doctrina. La expresión es un término latino derivado del derecho romano que precedió a los conceptos actuales de bien común y patrimonio común de la humanidad. Tiene relevancia en el derecho internacional y el derecho anglosajón (common law).
En el siglo VI d. C., las Instituciones de Justiniano codificaron la ley romana pertinente como: “Por la ley de la naturaleza, estas cosas son comunes a la humanidad: el aire, el agua corriente, el mar y, en consecuencia, las orillas del mar”.
La 'res communis' ha cobrado nueva actualidad en el derecho ambiental, en cuanto a la gestión de los recursos naturales. El concepto clave es que el estado es el fideicomisario de los recursos naturales comunales y no puede transferirlos a la propiedad privada. Algunos ejemplos son el lago Míchigan, el puerto Victoria en Hong Kong y el puerto de Sydney.
Los ejemplos biológicos de res communis incluyen peces y mamíferos en alta mar. Las reglas para el uso del continente Antártida se basaron en res communis al igual que el desarrollo de la ley espacial.